# Dasyvalgus nigerrimus
Dasyvalgus nigerrimus är en skalbaggsart som beskrevs av Moser 1904. Dasyvalgus nigerrimus ingår i släktet Dasyvalgus och familjen Cetoniidae. Inga underarter finns listade i Catalogue of Life.